# Museo Dardo Rocha
El Museo y Archivo Dardo Rocha, ubicado en calle 50 n.º 935 (entre 13 y 14) de la ciudad de La Plata fue creado el 30 de octubre de 1948 al sancionarse la ley n.° 5336, promulgada por decreto n.º 27.365 del 13 de noviembre de 1948, en que se crea el Museo y Archivo Dardo Rocha, en la casa construida por él en la ciudad de La Plata. 

## Historia del edificio

### Origen
Por escritura pública pasada del 1 de agosto de 1882, ante el escribano Antonio Iriarte, el Fisco de la provincia de Buenos Aires vende a Dardo Rocha, con otros bienes, una fracción de terreno formada por los lotes designados en el plano oficial con los números 1 al 7 de la manzana TT, sección 2ª, compuesto de 4.200 m² . El precio pagado fue de $ 22.860.
Dos años después, pese a tener la posesión de ese terreno frente a la Plaza Principal y a pocos metros de donde se levantaría la Catedral de La Plata, el doctor Rocha aún no había iniciado construcción alguna.
El 19 de noviembre de 1885 se realizaron las celebraciones del tercer aniversario de la fundación de la ciudad de La Plata. En este contexto, el Dr. Rocha salió a recorrer la ciudad junto al gobernador Carlos D'Amico, al presbítero Carranza, y a los vocales de la Suprema Corte Dr. Jorge y Dr. Langenheim. Llegados a la Plaza Principal (actual Plaza Moreno), se detuvieron a observar las obras de construcción de la catedral y la cantidad de edificaciones que se estaban levantando en todas las manzanas próximas a la plaza; pero el Dr. Langenheim observó que en todos los frentes de la plaza sólo un terreno estaba completamente libre, sin que se levantara edificación alguna, y como eso llamaba la atención preguntó al gobernador D'Amico si sabía de quién era ese terreno, a lo cual respondió "Es de este, que no tiene fe en su obra" (refiriéndose a Dardo Rocha). Oído esto por el Dr. Rocha, invitó a los presentes a almorzar en aquella "casa" el 1 de enero de 1886.
En la noche del 19 de noviembre de 1885, el Dr. Rocha llamó al ingeniero Pedro Benoit, quien trazó los planos de la futura casa, y al día siguiente dio comienzo a la adquisición de materiales, a cavar los cimientos, etc. A poco más de un mes de iniciada la obra, varios braseros con buena lumbre, diseminados por las distintas habitaciones ya terminadas, se encargaban de secar los frescos materiales. A fines de diciembre, el doctor Dardo Rocha y su familia ya habitaban su flamante casa y el 1 de enero, su propietario sentaba a su mesa para almorzar a los que invitara frente a su terreno baldío. Por la rapidez con la que fue construida, esta casa pasó a ser conocida como "la casa de los 40 días".

### Características del edificio
La casa fue construida por el maestro de obra Fernando Cerdeña y los planos los confeccionó el ingeniero Pedro Benoit. Se estipuló que Cerdeña se comprometía a ejecutar un edificio para el doctor Dardo Rocha en la calle 50, plaza principal de La Plata, con arreglo a las condiciones y precios que se expresan a continuación:
- 1°: Se demolerán el muro existente sobre la calle 50, y 14 m sobre la calle 14. En la demolición se incluirán los cimientos.
- 2°: Se preparará el terreno comprendido entre las expresadas dimensiones, de modo a que su nivel sea paralelo a la vereda de la calle y a una altura de 0,25 cm en toda la extensión de la calle 50.
- 3°: Las construcciones responderán al plano que entregará el ingeniero don Pedro Benoit, quien atenderá las construcciones y dará al empresario las instrucciones que necesite. Este plano comprende el edificio de todo el frente sobre la calle 50 con un largo de sesenta metros y catorce metros de frente sobre la calle N°14 (Medidas tomadas desde la intersección de los dos frentes).
- 4°: Un cuerpo de edificio que dividirá el patio comprenderá la cocina y otra pieza en la parte baja y dos piezas en el entresuelo con una escalera en el centro que le será entregada.
- 5°: El alto interior de las piezas del frente será de cinco metros interiores de luz en la parte más baja.
- 6°: Los cimientos en general serán de medio ladrillo más gruesos que las paredes que soporten y se llevarán hasta diez centímetros más bajos que la tierra firme. Su construcción será hecha en la misma forma que los muros no permitiéndose el uso de cascotes.
- 7°: Los muros serán de uno y medio ladrillos en ambos frentes y de uno ladrillo todos los que soporten tirantes, como también las cinco paredes interiores que de 10 en 10 metros dividen el terreno con frente a la calle 50, de éstas, tres se llevarán hasta el techo y dos tendrán únicamente sus cimientos hechos en la forma general. Las demás paredes divisorias entre las piezas serán de medio ladrillo.
- 8°: La pared de cerco será hecha en cal con cimientos de uno y medio ladrillo y pared de un ladrillo. Las aberturas que corresponden al plano general serán tapadas con medios ladrillos de espesor. Su alto será de dos metros y medio sobre el nivel del terreno.
- 9°: Los techos serán formados con tirantes de rieles usados doble hongo colocados a setenta centímetros de centro a centro. Se formarán bovedillas de dos ladrillos colocándose encima una hilada de baldosas de Marsella. Estas bovedillas se revocarán de modo a formar un cielorrazo.
- 10°: El revoque del frente será hecho de conformidad con el plano acompañado debiendo el empresario pedir los diseños para los moldes al ingeniero Benoit. Será perfectamente planificado y sus cornisa recorridas con prolijidad. El revoque de los patios e interior de las piezas será liso, llevando una pequeña moldura en las mochetas de las puertas.
- 11°: Habrá una vereda de baldosa de dos metros de ancho y un cordón de ladrillos formados de la misma baldosa en el 1° y 2° patio. En el 1° la vereda circundará tres costados del patio y dos en el 2°; igualmente colocará piso de baldosas en la cocina, cuarto de baño, letrina y 2° zaguán. Estos pisos se formarán asentando baldosa francesa sobre un contrapiso de medio ladrillo.
- 12°: En el zaguán principal se colocará piso de mosaico al gusto del propietario.
- 13°: La vereda del frente será hecha de piedra artificial.
- 14°: Colocará los caños de desagüe necesarios en la azotea; éstos serán de zinc N°14 y serán embutidos en la pared. Llevarán sus llaves correspondientes de modo a poder dirigir las aguas al aljibe o a los albañales.
- 15°: Se construirán los albañales necesarios para el pronto desagüe de las aguas de los patios. Estos serán hechos de ladrillos y serán revocados en su parte interior llevando una baldosa en la parte inferior.
- 16°: Colocará umbrales de mármol de 0,04 m de grueso en todas las puertas que dan a los patios. En el frente colocará un friso de mármol verdilio de 25 cm de alto.
- 17°: Construirá un aljibe con una capacidad de treinta metros cúbicos que llevará un brocal de mármol con su arco y tapa de fierro.
- 18°: Se construirán dos pozos de dos metros de diámetro y un metro dentro del agua; uno de ellos se destina para letrina y el otro para sumidero.
- 19°: En la cocina se construirán los fogones y campana correspondiente.
- 20°: Las mezclas se sujetarán a las condiciones siguientes: para los muros en general y pisos se emplearán cinco partes de arena y dos de cal viva, para los revoques se emplearán las mismas mezclas reforzadas con polvo de ladrillo y portland en las partes que fuesen necesarias
- 21°: En el techo se formarán las mezclas con una parte de arena, una de cal y una de polvo de ladrillo, tomados con portland las juntas de las baldosas
- 22°: Las obras quedarán terminadas en la parte albañilería antes del 1 de enero de 1886
- 23°: Serán de cuenta del propietario las obras de carpintería, herrería, vidrios y pintura general
- 24°: Todas las obras ejecutadas con sujeción a los planos que he tenido a la vista y pliego de condiciones que antecede serán hechos por la cantidad de once mil quinientos pesos moneda nacional de curso legal.

### Usos de la casa
Dardo Rocha tenía su residencia en La Plata, pero su hogar siempre estuvo situado en un solar en la ciudad de Buenos Aires, en calle Lavalle al 800. Su casa platense nunca fue ocupada en forma permanente por él, sino que la utilizaba ocasionalmente cuando visitaba la ciudad, o la prestaba a parientes y amigos.
La casa tenía dos secciones: La casa grande y la casa chica; esta última con fines de renta, aunque luego se mudaron a ella.
Fallecido Dardo Rocha y su esposa Paula Arana, por medio de una escritura de fecha 21 de abril de 1924, el edificio fue heredado por sus hijos: Jacinta Edelmira Haydeé Donata Rocha de Bond, Juan José Carlos Jacinto Dardo Rocha y Bernardina Paula Venacia Celia Rocha.
El 8 de julio de 1943, mediante una escritura, Juan José Carlos Jacinto Dardo Rocha vende a Bernardina Paula Venacia Celia Rocha y Jacinta Edelmira Haydeé Donata Rocha de Bond su tercera parte que tenía en el condominio existente. 
La esquina de calles 14 y 50 fue vendida y posteriormente demolida, quedando en pie solo la "casa chica".

## Creación del Museo Dardo Rocha

### Antecedentes
Algunos de los primeros proyectos de los que se tiene constancia para la creación del Museo Dardo Rocha son los del concejal Ballbé (1938) y el ingeniero Alberto V. Oitavén (1941).
El 5 de abril de 1943, es presentado ante el Centro de Estudios Históricos de la Universidad Nacional de La Plata un proyecto de museo elaborado por el profesor José María Rey. Entre otros conceptos, dice en los fundamentos "Los hombres cultos de esta época tenemos la obligación de reunir y ordenar para la vida culta del futuro toda la información que ésta demandará, cuando se desee conocer la historia de la ciudad de La Plata y apreciar la maravilla de su creación y su desarrollo. Debemos hacerlo sin dilaciones, como expresión de cariño por las cosas platenses y como afirmación de fe en el destino de la ciudad y de la patria, a cuya paz, fuerza y progreso contribuyó el acontecimiento histórico del 19 de noviembre de 1882".
Rey menciona que el edificio más apropiado para instalar este museo hubiese sido el que estaba en el bosque "...donde ahora está la piscina del club Gimnasia y Esgrima". Era la casa rural que existía en la estancia de Martín Iraola cuando se fundó La Plata. Esta construcción estaba compuesta de cómodos ambientes principales y abundantes dependencias. Allí había pernotado el fundador, el día del gran acto que lo consagró para la historia: Allí se habían alojado, en las seis piezas del piso alto, los topógrafos, durante las afiebradas jornadas de demarcación de la ciudad llevadas a cabo bajo la hábil dirección del agrimensor Carlos Glade; allí también habían funcionado en esas horas el primer Juzgado de Paz, la Policía, la Intendencia del Parque y una oficina de Telégrafo. Más tarde vivieron bajo su techo los gobernadores Máximo Paz, Ignacio Irigoyen y el general Inocencio Arias.
Lamentablemente, esa casa fue demolida en la década de 1910. "... afortunadamente, queda otra casa donde cabría instalar el museo, aunque en un marco bastante más reducido y de menos méritos arquitectónicos que la anterior. Va la referencia a la propiedad de la calle 50 N°933, que es según creemos, lo único que queda de la familia Rocha como resto de la amplia casa que en 1885, el fundador mandó a construir en la esquina de calle 50 y 14".

### Creación
El 30 de octubre de 1948 se sanciona la ley N° 5.336, promulgada por decreto N° 27.365 del 13 de noviembre del mismo año, en la que se determina la creación del Museo y Archivo Dardo Rocha "en la casa construida por él". Más tarde, por decreto N° 22.107 del 26 de septiembre de 1949, pasa a depender del Ministerio de Educación de la Provincia de Buenos Aires, por la naturaleza de funciones que competen a dicho organismo.
Por escritura otorgada el 15 de febrero de 1951, el gobierno de la provincia adquiere el inmueble que estaba en poder de Bernardina Paula Venacia Celia Rocha y Jacinta Edelmira Haydeé Donata Rocha de Bond. El mismo es el de la "casa chica", en calle 50 N°933, señalado en el plano especial de subdivisión del año 1935 como: lote N°9, el que es parte de los lotes 6 y 2 de la manzana TT, sección 2ª, con una superficie total de 350 m². Se pagó por él la suma total de $110.000 moneda nacional. La compra se dispuso por el decreto 3475 de fecha 1 de marzo de 1950, en el expediente N° 11.941 del año 1949.
El 31 de julio de 1952, se solicita cumplimiento de lo dispuesto por el artículo 5° de la ley n.º 5336, ante la Comisión Nacional de Monumentos y Lugares Históricos, sea declarado Monumento Histórico Nacional, sin embargo, la petición no tuvo despacho favorable.
El 19 de noviembre de 1952 queda inaugurado oficialmente el Museo y Archivo Dardo Rocha, sobre la base de un conjuntos de bienes museográficos y archivísticos donados por los descendientes del doctor Rocha; éste se fue acrecentando en el transcurso de los años hasta la incorporación de importantes colecciones, con motivo de la demolición de la residencia particular del fundador, ubicada en la calle Lavalle N°835 de la ciudad de Buenos Aires.

### Dependencia del museo
Desde su creación, el museo ha dependido de diversas dirección y departamentos:
- 1950/1952: Dirección de Museos Históricos de la Provincia, Subsecretaría de Cultura.

- 1953: Dirección de Museos y Reservas Históricas, Subsecretaría de Cultura.

- 1954/1959: Dirección de Museos, Reservas e Investigación Cultural, Dirección General de Cultura, Subsecretaría de Educación.

- 1960/1961: Dirección de Museos, Dirección de Cultura.

- 1962/1964: Dirección de Bibliotecas, Museos y Archivos Históricos. Dirección de Cultura.

- 1965/1966: Departamento de Museos, Dirección de Cultura.

- 1967/1976: Dirección de Museos, Monumentos y Lugares Históricos. Subsecretaría de Cultura.

- 1977/1980: Dirección de Coordinación de Acción Cultural. Subsecretaría de Cultura.

El 22 de diciembre de 1980, a través del decreto n.° 271 del Poder Ejecutivo de la Provincia de Buenos Aires, el Museo y Archivo Dardo Rocha es transferido de la órbita provincial a la Municipalidad de La Plata, pasando a ser administrado por la División Plástica y Museo del Departamento de Programación de la Dirección de Cultura de la Comuna.

### Donaciones
De acuerdo con el decreto 3475 de fecha 1 de marzo de 1950, se acepta la donación que a título gratuito hicieron las hijas del doctor Rocha de los muebles, libros, documentos, álbumes periódicos y objetos históricos pertenecientes a su padre. 
También se amplió la colección de objetos del museo al demolerse la residencia de Dardo Rocha en la calle Lavalle de la ciudad de Buenos Aires, cuando se rescataron algunos objetos de dicha demolición, como el portón de entrada, algunos mascarones del edificio, etc.
Cabe destacar que periódicamente hubo más donaciones y préstamos por parte de las hijas de Dardo Rocha. Por ejemplo, con motivo de la reinauguración de 1980, cedieron para exponer el juego de porcelana rosa de Pillvuyt. París. Gran Premio de Oro 1865-1878, cristalería francesa, cubiertos de plata Elkington; fuentes de metal, mantelería y un plato de Imari, Japón, perteneciente a la vajilla de Bernardino Rivadavia y que el doctor Rocha había adquirido con verdadera actitud de coleccionista. Otros familiares que han enriquecido la colección del museo fueron Jorge Arana e Hilda Malaspina de Arana, quienes donaron diversos objetos entre los que se cuentan adornos de mampostería y fragmentos de pisos de baldosas provenientes de la demolición de la casa de Buenos Aires.
Otros aportes de la ciudadanía han enriquecido el patrimonio del museo. Por ejemplo, en 1977 María Teresa Cabrera, nieta de Federico Cabrera, uno de los maestros mayores de obra que intervino en la colocación de la piedra fundamental en Plaza Moreno, donó una de las cucharas de albañil que se usaron para sellarla. Hasta entonces, la cuchara que existía en el museo era la cuchara simbólica de oro, plata, brillantes y ébano

### Colecciones
Las piezas principales que tipifican al museo son los elementos fundacionales: La pala adamasquinada, la cuchara de albañil de ébano, diamantes, oro y plata, el tintero de cristal y la réplica en plata de la piedra fundamental, reducida a su cuarta parte. También hay elementos rescatado en 1982 al abrir la piedra fundamental durante los festejos del centenario: la piedra fundamental de plomo, la redoma de cristal que estaba dentro y la colección de medallas acuñadas con motivo de la fundación de La Plata. Asimismo, en otra sala hay réplicas de todo el material colocado en la nueva redoma, que será abierta el 19 de noviembre de 2082.
- Obras de Arte: pintura, escultura y grabados. Hay platos escultóricos de las medallas -acuñadas en ocasión de celebrar el matrimonio Rocha sus bodas de plata- cuyo autor es Ximénez, el artista que esculpiera el busto de la República del Salón Blanco de la Presidencia de la Nación y la estatua de Manuel Belgrano en el convento de Santo Domingo; el retrato de Dardo Melchor Ponciano realizado por el consagrado pintor italiano Zennaro; el óleo del dr. Rocha hecho en 1910 por Faustino Brughetti y el de doña Paula Arana de Rocha, del artista Manuel Cabral Bejarano, ejecutado en Sevilla en 1889.

- Artesanías: mobiliario, cerámica, orfebrería. Se destacan dentro del mobiliario de época un mueble de estilo neoclásico con aplicaciones de bronce y el gabinete de ébano y marfil característico del siglo XVII. Sillas inglesas, así como el juego de dormitorio. Solo hay dos piezas de porcelana -un plato con el Escudo Nacional y la chocolatera pintada a mano-; en cambio, hay una loza histórica, parte de un juego de cinco mil piezas que se usaba en los banquetes oficiales y el de la Universidad de La Plata (1897-1905). Asimismo, la cristalería con el monograma PAR (Paula Arana Rocha) y otras piezas menores.

- Medallística: la colección está organizada por temas: Conmemoraciones Patrias, La Plata, Religiosas, etc. Hay firmas de célebres artistas (Alonso, Bidoglia, Cataldi, De la Cárcova, Ferrari, Ximénez, Yrurtia, Zapiola, etc.).

- Indumentaria: trajes, vestidos, fracs, levitas, galeras, gorras, deshabillés, bastones, camisas, sombrillas, esmoquin, guantes, pertenecientes a Dardo Rocha, Paula Arana de Rocha y a Dardo Diego Bond Rocha.

- Fototeca: colección Bradley, fotos familiares, oficiales, de toda la actuación pública del Dr. Rocha y de la evolución de la ciudad. Fotos del extranjero (Europa y Medio Oriente). Foto póstuma.

- Biblioteca: libros de la colección privada del fundador, acrecentada por la bibliografía más completa sobre el tema Dardo Rocha y La Plata. Existe asimismo la hemeroteca, con diarios, revistas y periódicos nacionales y extranjeros.

- Archivo: donado por sus descendientes, se encuentra la documentación relativa a la vida pública de Dardo Rocha ya la correspondencia privada, en el período 1858-1921.

### Nuevas construcciones, mejoras y refacciones
En 1956, por expediente A-620/53 se gestionó la construcción de los locales destinados a oficinas y residencia de los caseros, que se edificaron en el segundo patio, sin afectar la casa principal. Estas construcciones se habilitaron en el segundo semestre de 1956.
El 28 de marzo de 1958, se procedió a techar el primer patio, mediante una cubierta de vidrio, destinándoselo a Sala de Exposiciones. En dicha oportunidad se trasplantó el ejemplar de Strelitzia, que Dardo Rocha trajo al regreso de su viaje a Europa, al arriate construido en el segundo piso.
Por expediente N° 2603-56.139/76 Alc. 11, en 1978 comenzaron los trabajos con la empresa Verza y Restelli S.A., que incluían los siguientes arreglos: Colocación de un techo de chapas de zinc en el primer patio, reparación de cielorrasos y bovedillas afectadas por las filtraciones, cambio de todas las chapas deterioradas del edificio, cambio de la instalación eléctrico, picado y revocado nuevo en los lugares deteriorados por la humedad, embutido de la cañería de gas que acusaba pérdidas, pintura total del edificio (puertas, ventanas, paredes y cielorrasos), cambio de baldosas del primer patio, habilitación de una nueva oficina y un baño, reparación de las dos oficinas existentes, cocina, baño grande y sala de restauro, cambio de los pisos de madera pinotea machihembrada y la tirantería del comedor, escritorio, escritorio chico y dormitorio.

### Sectores del Museo
- Sala de recibo: sala ambientada en la "Belle Epoque", pueden verse imágenes de la casa natal de Dardo Rocha, de su mansión en Buenos Aires, y también algunos óleos familiares. Se exhibe el retrato de Dardo Melchor Ponciano (quien había nacido un 19 de noviembre, y murió unos meses después de fundarse la ciudad).

- Sala escritorio: se particulariza en la acción personal del fundador: Retratos, diplomas, armas, sellos, libros, carnet y tarjetas son algunos de los objetos que pueden verse y nos dicen de la trayectoria de Dardo Rocha como soldado en Cepeda, Pavón y la Campaña al Paraguay. Muestra al gobernador y al autor dramático.

- Sala dormitorio: el juego de muebles de esta sala no es original de la casa, sino que fue traído desde la casa demolida en Buenos Aires. Numerosas piezas revelan la moda y las costumbres imperantes en la época.

- Escritorio chico: contiene importante documentación referida a La Plata: el plano hecho en seda natural y bordado a mano por la señorita Angélica Carrera, el retrato del ingeniero Pedro Benoit y su padre, Pierre Benoit, el verdadero escudo de La Plata, la alegoría de Quincio Cenni que reproduce el momento de colocar la piedra fundamental y los álbumes que le obsequiara Francisco P. Moreno.

- Comedor: típica habitación de grandes dimensiones en donde se presenta la loza y cristalería histórica e imponentes cuadros de tamaño natural del dr. Rocha y su esposa.

- Hall de exposiciones: en este lugar se realizan exposiciones temporarias, charlas y eventos culturales a lo largo del año.